# Jason Castro (giocatore di baseball)
Jason Michael Castro (Castro Valley, 18 giugno 1987) è un giocatore di baseball statunitense, che gioca nel ruolo di ricevitore per gli Houston Astros della Major League Baseball (MLB).